# Liên minh Tự do Bắc Triều Tiên
Liên minh Tự do Bắc Triều Tiên (tiếng Anh: North Korea Freedom Coalition, NKFC) là tổ chức được thành lập vào năm 2003 nhằm mục đích vì nhân quyền và tự do ở Cộng hòa Dân chủ Nhân dân Triều Tiên. Liên minh Tự do Bắc Triều Tiên bao gồm 60 tổ chức. Một số tổ chức này là các nhóm vận động, chẳng hạn như nhóm quyền phụ nữ và người tị nạn. Các nhóm khác có nền tảng tôn giáo và phụ trách hoạt động truyền giáo từ bên ngoài biên giới Bắc Triều Tiên.
NKFC đã ủng hộ Đạo luật thực thi trừng phạt Bắc Triều Tiên năm 2013 (H.R. 1771; Quốc hội thứ 113), vốn là dự luật giúp Mỹ gia tăng các biện pháp cấm vận Cộng hòa Dân chủ Nhân dân Triều Tiên. Tổ chức này khuyến khích người Mỹ liên hệ với các thành viên Quốc hội về dự luật này. Theo tổ chức cho biết dự luật này "định áp đặt các biện pháp trừng phạt tài chính cứng rắn, có mục tiêu đối với giới lãnh đạo Bắc Triều Tiên chịu trách nhiệm về tội ác chống lại loài người và làm giảm đáng kể tình trạng vi phạm nhân quyền nghiêm trọng của nước này".